# Kavali
Kavali là một thành phố và khu đô thị của quận Nellore thuộc bang Andhra Pradesh, Ấn Độ.

## Địa lý
Kavali có vị trí 14°55′B 79°59′Đ / 14,92°B 79,98°Đ Nó có độ cao trung bình là 28 mét (91 feet).

## Nhân khẩu
Theo điều tra dân số năm 2001 của Ấn Độ, Kavali có dân số 78.351 người. Phái nam chiếm 52% tổng số dân và phái nữ chiếm 48%. Kavali có tỷ lệ 72% biết đọc biết viết, cao hơn tỷ lệ trung bình toàn quốc là 59,5%: tỷ lệ cho phái nam là 78%, và tỷ lệ cho phái nữ là 65%. Tại Kavali, 10% dân số nhỏ hơn 6 tuổi.